# Agglomeratie Mexico-Stad

Gemeenten in de agglomeratie Mexico-Stad, ZMVM

De Agglomeratie Mexico-Stad bevindt zich in Mexico-Stad en de deelstaat Mexico. De agglomeratie heeft tussen de 21 en 25 miljoen inwoners en is daarmee een van de grootste ter wereld.
Er bestaan ten minste twee definities voor de agglomeratie Mexico-Stad die de basis vormen voor bestuurscoördinatie.
- Zona Metropolitana de la Ciudad de México, ZMCM, Mexico-Stad plus de volgende gemeentes, met in totaal 17,8 miljoen inwoners in 2000: 
  - Acolman, Atenco, Atizapán de Zaragoza, Chalco, Chiautla, Chicoloapan, Chiconcuac, Chimalhuacán, Coacalco de Berriozábal, Cuautitlán, Cuautitlán Izcalli, Ecatepec, Huixquilucan, Ixtapaluca, Jaltenco, Melchor Ocampo, Naucalpan de Juárez, Nextlalplan, Nezahualcóyotl, Nicolás Romero, Papalotla, La Paz, Tecámac, Teoloyucán, San Juan Teotihuacan, Tepetlaoxtoc, Tepotzotlán, Texcoco, Tezoyuca, Tlalnepantla de Baz, Tultepec, Tultitlán, Valle de Chalco Solidaridad en Zumpango.
- Zona Metropolitana del Valle de México, ZMVM. Dit is het ZMCM plus de volgende gemeentes, met geschat in totaal 19,23 miljoen inwoners in 2005:
  - Amecameca, Apaxco, Atlautla, Axapusco, Ayapango, Cocotitlán, Coyotepec, Ecatzingo, Huehuetoca, Hueypoztla, Isidro Fabela, Jilotzingo, Juchitepec, Nopaltepec, Otumba, Ozumba, San Martín de las Pirámides, Temamatla, Temascalapa, Tenango del Aire, Tepetlixpa, Tlalmanalco, Villa del Carbón en Tizayuca. Deze laatste gemeente ligt in de deelstaat Hidalgo.